# Мединівка
Меди́нівка — село в Україні, у Коростенському районі Житомирської області. Населення становить 247 осіб.

## Географія
Селом протікає річка Олешня, права притока Ужу.

## Історія
Колишня назва Мединова-Слобода.
У 1906 році село  Татариновицької волості Овруцького повіту Волинської губернії. Відстань від повітового міста 41 верста, від волості 8. Дворів 82, мешканців 435.

## Відомі уродженці
- Медина Василь Степанович (31 грудня 1907 — 14 березня 1980) — український фізико-географ, кандидат географічних наук, доцент Київського національного університету імені Тараса Шевченка, декан географічного факультету Київського державного педагогічного інституту імені О. М. Горького.